# Prendre le large
Pour les articles homonymes, voir Prendre le large (comédie musicale).
Pour plus de détails, voir Fiche technique et Distribution.
Prendre le large est un film dramatique français réalisé par Gaël Morel sorti en 2017.

## Synopsis
Édith, ouvrière du textile âgée de 45 ans, doit choisir lorsque les patrons de son usine de Villefranche-sur-Saône décident de délocaliser l'entreprise au Maroc. Sans attache depuis que son fils est parti, elle est la seule ouvrière à accepter de partir pour ne pas se retrouver au chômage et ainsi débarque à Tanger. Elle va être confrontée à de multiples épreuves, mais va découvrir l'amitié.

## Fiche technique
- Titre : Prendre le large
- Réalisation : Gaël Morel
- Assistant réalisateur : Franck Morand
- Scénario : Gaël Morel et Rachid O[4] / Adaptation : Gaël Morel, Rachid O. et Yasmine Louati
- Photographie : David Chambille
- Montage : Catherine Schwartz
- Etalonneur : Serge Anthony
- Décors : Sophie Chandoutis
- Chef accessoiriste : Chloé Zobel
- Costumes : Helena Gonçalves (France) et Zakia Essouci (Maroc)
- Musique : Camille Rocailleux
- Son : Pierre Mertens
- Montage son : François Méreu
- Producteurs : Anthony Doncque, Miléna Poylo,Gilles Sacuto et Frantz Richard
- Sociétés de production : TS Productions, avec la participation d'Auvergne-Rhône-Alpes-Cinéma, en association avec Indéfilms 5
- Société de distribution : Les Films du losange
- Pays d'origine :  France
- Langue : français
- Genre : drame
- Durée : 103 minutes
- Dates de sortie : 
  -  France : 
    - 23 août 2017 (Festival d'Angoulême)
    - 8 novembre 2017 (en salles)

## Distribution
- Sandrine Bonnaire : Édith Clerval
- Mouna Fettou : Mina
- Kamal El Amri : Ali, le fils de Mina[5]
- Ilian Bergala : Jérémy, le fils d'Édith
- Farida Ouchani : Najat
- Nisrin Erradi : Karima
- Lubna Azabal : Nadia
- Nadine Charvolin : la contremaître à l'usine de Villefranche
- Camille de Sablet : la directrice des ressources humaines de l'usine de Villefranche
- Soumaya Akaaboune : Mme Saïni
- Solenn Jarniou : Gisèle, la syndicaliste
- Nathanaël Maïni : Thierry, le compagnon de Jérémy
- Alix Arbet : une ouvrière de l'usine de Villefranche
- Djamila Mégret : une ouvrière de l'usine de Villefranche
- Paul Morel : le facteur
- Ahmed Saïd Arif : le chauffeur de taxi

## Production
Il a été tourné au printemps 2016 entre Tanger, Paris, Lyon et Villefranche-sur-Saône, cette dernière ville rappelant la condition ouvrière du père de Gaël Morel. Ce film a été présenté en juillet 2017 à la section spéciale du festival international du film de Toronto et a été sélectionné au festival international du cinéma de Rome qui s'est tenu du 26 octobre au 5 novembre 2017.